# Chimarra joliveti
Chimarra joliveti är en nattsländeart som beskrevs av Jacquemart 1979. Chimarra joliveti ingår i släktet Chimarra och familjen stengömmenattsländor. Inga underarter finns listade i Catalogue of Life.